# Mikuláš Maník
Mikuláš Maník (* 26. května 1975) je slovenský šachový velmistr (GM).

## Tituly
V roce 1997 získala titul IM a v roce 2006 titul GM.

## Soutěže jednotlivců
Vyhrál turnaje v Lázních Bohdaneč 1996, 1997, v Tatrách 1998 a v Neuenburgu 2005. Dělil první místo v Pardubicích 1998.

## Soutěže družstev
Dvakrát (2002 a 2004) reprezentoval Slovensko na šachových olympiádách,, jednou v roce 1999 na Mistrovství Evropy družstev a pětkrát (1995, 1999, 2002, 2003 a 2014) na Mitropa Cupu. V roce 2000 reprezentoval klub ŠK Košice a v roce 2009 rakouský ASVÖ Pamhagen na Evropském poháru klubů v šachu.
Československou extraligu hrál za ŠK Tatran Prešov a Slovenskou extraligu postupně za ŠK Tatran Prešov, ŠK Hydina Košice, ŠK Hoffer Komárno, MŠK KdV Kežmarok, TJ INBEST Dunajov a ŠK Prakovce a rakouskou bundesligu za Pamhagen.

### Šachové olympiády
Na dvou šachových olympiádách získal celkem 11,5 bodů z 21 partií.
| Rok  | Olympiáda | Místo  | Deska | ELO  | Počet bodů | Odehráno partií | pořadí na šachovnici | pořadí družstvo |
| ---- | --------- | ------ | ----- | ---- | ---------- | --------------- | -------------------- | --------------- |
| 2002 | 35.       | Bled   | 5.    | 2419 | 3,5        | 6               | x                    | 8.              |
| 2004 | 36.       | Calvià | 3.    | 2510 | 6,5        | 11              | 33.                  | 37.             |

### Česká šachová extraliga
V České extralize startoval jako cizinec celkem ve 13 sezónách a celkem 6 oddílech. Poprv0 se objevil v roce 1995 a hrál postupně po jedné sezóně za ŠK H.Fuchs Ostrava, ŠK Pardubice a čtyři sezóny za ŠK Sokol Kolín. Po jednoleté pauze se pak do Extraligy vrátil v barvách ŠK Sokol Plzeň I - INGEM, kde odehrál tři sezóny a další tři následovaly za oddíl A64 VALOZ Grygov, z nichž v první se družstvo jmenovalo A64 Hagemann Opava. Po šesti letech se pak na jednu sezónu vrátil v družstvu ŠK ERA Poštovní spořitelna v roce 2013. Celkem získal 33,5 bodu v 74 partiích.
| Sezona  | Pořadí | Klub                       | Elo  | Šachovnice | Počet bodů | Odehráno partií | % úspěšnost |
| 1995-96 | 9.     | ŠK H.Fuchs Ostrava         | 2380 | 6.         | 2,5        | 6               | 41,7        |
| 1996-97 | 6.     | ŠK Pardubice               | 2455 | 7.         | 0,5        | 1               | 50,0        |
| 1997-98 | 10.    | ŠK Sokol Kolín             | 2465 | 3.         | 1,0        | 4               | 25,0        |
| 1998-99 | 7.     | ŠK Sokol Kolín             | 2478 | 6.         | 1,5        | 2               | 75,0        |
| 1999-00 | 10.    | ŠK Sokol Kolín             | 2447 | 5.         | 1,0        | 5               | 20,0        |
| 2000-01 | 11.    | ŠK Sokol Kolín             | 2385 | 2.         | 1,0        | 2               | 50,0        |
| 2002-03 | 8.     | Sokol Plzeň Ingem          | 2419 | 4.         | 7,5        | 11              | 68,2        |
| 2003-04 | 3.     | Sokol Plzeň Ingem          | 2490 | 4.         | 5,5        | 9               | 61,1        |
| 2004-05 | 4.     | Sokol Plzeň Ingem          | 2510 | 4.         | 4,5        | 9               | 50,0        |
| 2005-06 | 6.     | A64 Hagemann Opava         | 2474 | 2.         | 4,0        | 8               | 50,0        |
| 2006-07 | 7.     | A64 VALOZ Grygov           | 2454 | 2.         | 0,5        | 5               | 10,0        |
| 2007-08 | 5.     | A64 VALOZ Grygov           | 2433 | 4.         | 2,0        | 4               | 50,0        |
| 2013-14 | 12.    | ŠK ERA Poštovní spořitelna | 2404 | 2.         | 2,0        | 8               | 25,0        |